# Юго Талвіті
Юго Яакко Талвіті (фін. Juho Jaakko Talvitie, нар. 25 березня 2005, Тампере, Фінляндія) — фінський футболіст, нападник бельгійського клубу «Ломмель» та національної збірної Фінляндії.
На правах оренди грає в нідерландському клубі «Гераклес».

## Ігрова кар'єра

### Клубна
Юго Талвіті народився у місті Тампере і є вихованцем місцевого клубу «Ільвес». У 2020 році Талвіті проходив стажування в молодіжній команді англійського «Манчестер Юнайтед» та в результаті повернувся до «Ільвеса».
Влітку 2021 року футболіст приєднався до клубу бельгійського другого дивізіону «Ломмель» і 15 вересня зіграв першу гру у новій команді у матчі на Кубок Бельгії. 1 жовтня Талвіті дебютував у чемпіонаті країни.
В дипні 2024 року Талвіті продовжив дію контракту з «Ломмелем» до літа 2028 року і в той же час відбув в оренду до кінця сезону в нідерландський клуб «Гераклес».

### Збірна
З 2021 року Юго Талвіті виступав за юнацькі та молодіжну збірну Фінляндії.
4 червня 2024 року у товариському матчі проти команди Португалії Юго Талвіті дебютував у національній збірній Фінляндії.

## Титули
Індивідуальні
- Кращий молодий гравець року у Фінляндії: 2021[7]